# Zemský okres Greiz
Zemský okres Greiz (německy Landkreis Greiz) je německý zemský okres ležící v Durynsku. V rámci spolkové země sousedí se zemskými okresy Altenbursko, Sála-Holzland, Sála-Orla a městem Gera, dále pak se zemskými okresy Fojtsko a Cvikov v Sasku a malou částí na severu také s okresem Burgenland v Sasku-Anhaltsku.

## Historie
Historicky toto území bylo součástí oblasti (Vogtland) pojmenované podle titulu panovníků (Vogt), který získali v 13. století. Zemský okres Greiz existuje nepřetržitě od svého založení v roce 1920 avšak v současné podobě existuje až od roku 1994, kdy vznikl sloučením venkovských částí města Gera, Zeulenroda a Greiz.
Ve městě Berga se během druhé světové války nacházel pracovní tábor patřící pod koncentrační tábor Buchenwald.

## Geografie
Na jihu okresu se nachází pohoří Thüringer Schiefergebirge a Krušné hory (Erzgebirge)., s údolím, kterým protéká řeka Bílý Halštrov (Weiße Elster) pramenící na české straně Krušných hor. Řeka protéká okresem od jihu na severozápad.

## Znak
Lev a čáp v horní části znaku jsou odvozeny ze znaku rodin Resß. Ve spodní části se nachází černo-zlaté pruhy se zeleným kruhem, které jsou znakem starého saského šlechtického roku Wettinů.

## Města a sídla
| Města | Sídla                                                                               | Sídla |
| --- | ----------------------------------------------------------------------------------- | --- |
| 1. Auma-Weidatal 2. Bad Köstritz 3. Berga/Elster 4. Greiz 5. Hohenleuben 6. Ronneburg 7. Weida 8. Zeulenroda-Triebes | 1. Caaschwitz 2. Crimla 3. Harth-Pöllnitz 4. Hartmannsdorf 5. Kraftsdorf 6. Kühdorf | 1. Langenwetzendorf 2. Langenwolschendorf 3. Mohlsdorf-Teichwolframsdorf 4. Neumühle/Elster 5. Weißendorf |